# Abou Diaby
Pour les articles homonymes, voir Diaby.
Abou Diaby, né le 11 mai 1986 à Paris 10e, est un footballeur international français évoluant au poste de milieu de terrain entre 2004 et 2019.
Sa carrière est parsemée de nombreuses blessures l'empêchant de réaliser des saisons complètes. Il a ainsi manqué plus de 300 matches en raison de ses blessures tout au long de ses passages à Arsenal et à l'Olympique de Marseille.

## Biographie

### Formation
D'origine ivoirienne, le jeune Vassiriki Abou Diaby débute dans le club de sa ville natale, le CM Aubervilliers, en septembre 1996 avant de rejoindre le Red Star recruté par Yves Gergaud puis le centre de formation du Paris Saint-Germain.
Il intègre par la suite l'INF Clairefontaine en 1999 aux côtés d'espoirs comme Hatem Ben Arfa. Cette  génération 86 est notamment rendue célèbre par le documentaire À la Clairefontaine, réalisé par Bruno Sevaistre et diffusé sur Canal+ ; on y découvre la vie d'un groupe de jeunes espoirs en formation sur trois années, dès leur arrivée au centre à douze ans jusqu'à leur départ trois ans plus tard, pour la plupart dans le centre de formation d'un club professionnel.
Parallèlement à sa préformation à Clairefontaine, Abou Diaby joue avec les équipes de jeunes du PSG en 2001-2002. Le service des ressources humaines du club parisien tarde trop à envoyer à ses parents une lettre d’engagement. Sans ce courrier au 30 avril, Diaby se retrouve donc libre et est amené à rejoindre l'AJ Auxerre avec l'aide de son agent.

### Carrière en club

#### AJ Auxerre (2004-2006)
Il poursuit donc sa formation à l'AJ Auxerre puis débute en Ligue 1 le 14 août 2004 lors de la deuxième journée de la saison 2004-2005 face au Stade rennais (victoire 3-1). Il inscrit son premier but en championnat contre le même Stade rennais la saison suivante (défaite 3-1) mais il n'a pas encore la confiance du nouvel entraîneur Jacques Santini et préfère rejoindre Arsenal en cours de saison après deux saisons professionnelles à l'AJA.

#### Arsenal (2006-2015)

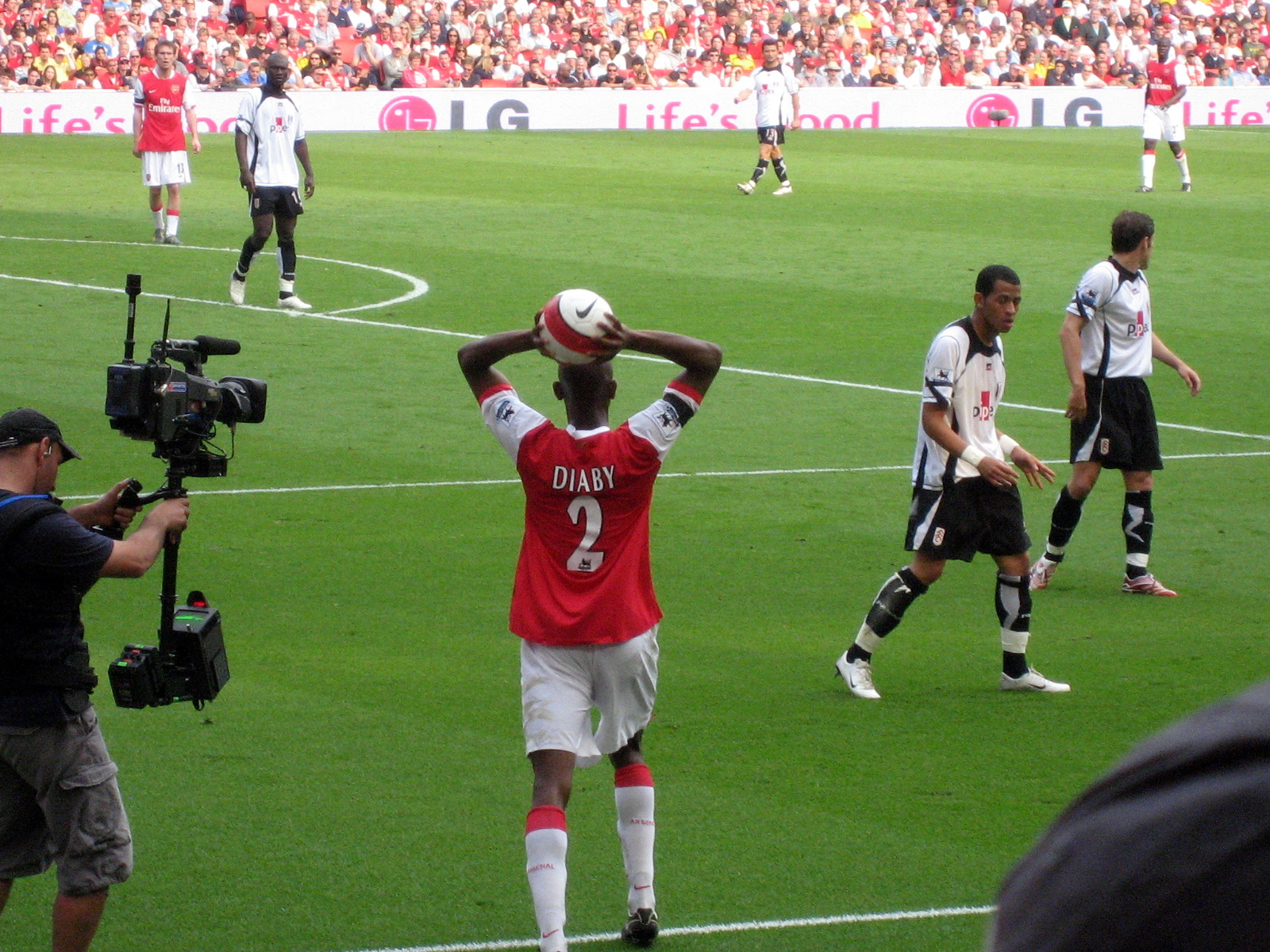
Abou Diaby, effectuant une touche, contre Fulham en 2007.

En janvier 2006, Abou Diaby signe donc un contrat de quatre ans et demi à Arsenal. Il débute en Premier League le 21 janvier par une défaite face à Everton et marque son premier but le 1er avril suivant lors du match face à Aston Villa à Highbury (5-0). Le 1er mai 2006, il est victime d'un sévère tacle à la cheville du joueur de Sunderland Dan Smith (en) qui l'éloigne des terrains pendant huit mois et le prive de la finale de la Ligue des champions face au FC Barcelone et de l'Euro espoirs 2006 au Portugal. Il est souvent comparé à Patrick Vieira du fait de son gabarit et de son style de jeu. Ses trois premières saisons sont marquées par des blessures à répétition qui l'empêchent de s'imposer pleinement au sein de l'effectif d'Arsenal.

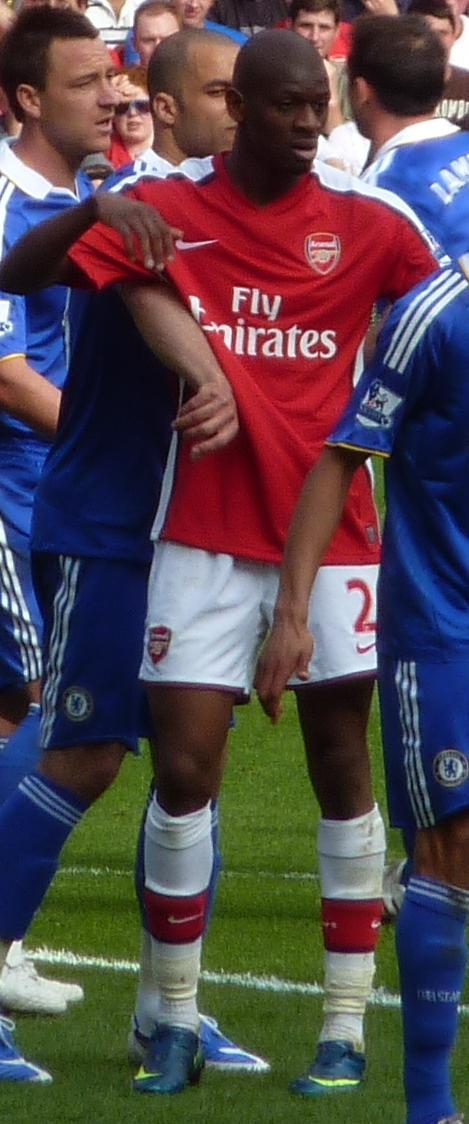
Diaby au milieu des joueurs de Chelsea en 2010.

La première partie de la saison 2009-2010 permet à Abou Diaby de gagner enfin une place de titulaire. Arsène Wenger en fait l'un de ses cadres au milieu de terrain et le joueur se révèle très précieux, inscrivant six buts dans le championnat d'Angleterre. Le 1er janvier 2010, Diaby signe un nouveau contrat « de longue durée » avec les Gunners. Il s'agit de la saison la plus aboutie du milieu de terrain français en termes de temps de jeu. Diaby dispute 29 matches de Premier League, et prend part à dix matches de Ligue des champions, où Arsenal s'arrête en quarts de finale (élimination face au FC Barcelone).  
Longtemps en course pour le titre de champion d'Angleterre en 2010-2011, Arsenal termine finalement quatrième de Premier League. Abou Diaby voit de nouveau sa saison largement amputée par de nombreuses blessures : blessure à la cheville à la suite d'un mauvais tacle de Paul Robinson en septembre 2010, élongation au mollet en décembre, lésion aux adducteurs en mars 2011 et rechute au mollet le mois suivant. Abou Diaby ne joue finalement que 20 matchs toutes compétitions confondues.
Opéré de la cheville durant l'été 2011, Diaby est indisponible plusieurs mois avant de faire deux courtes apparitions en équipe première fin novembre. Il se blesse aux ischio-jambiers début décembre et est de nouveau éloigné des terrains pendant trois mois. Le 3 mars 2012, il effectue son retour lors du match comptant pour la 27e journée face à Liverpool (victoire 1-2) en remplaçant Mikel Arteta à l'heure de jeu. Cependant, le milieu français ressent de nouvelles douleurs aux muscles ischio-jambiers et demande à être remplacé moins d'une demi-heure après son entrée en jeu. Le 21 avril 2012, il entre pour la dernière demi-heure de jeu face à Chelsea (0-0).
Les nombreuses blessures contractées, sont le principal frein à la progression de sa carrière. Il ne joue, par conséquent, que 17 matchs de championnat d'Angleterre en moyenne sur les saisons 2006-2007 à 2011-2012. Le 28 mars 2013, il est une nouvelle fois victime d'une blessure à l'entraînement, se rompant les ligaments croisés cette fois. Son opération doit l'éloigner des terrains entre 8 et 9 mois.
Lors de ces deux dernières saisons, Abou Diaby ne participe qu'à un seul match de Premier League face à Norwich City (0-2), le 11 mai, lors de la dernière journée de la saison 2013-2014 ; et la saison suivante, uniquement 67 minutes, lors du troisième tour de la coupe de la Ligue, le 23 novembre 2014, où il est titulaire contre Southampton (défaite 2-1). Le 10 juin 2015, à la suite de ses blessures à répétition, il est libéré par Arsenal après neuf ans passés au club. Son départ est confirmé le 1er juillet 2015 sur le compte Twitter des Gunners qui annoncent ne pas avoir prolongé le Français.
Ces blessures à répétition ont souvent fait l'objet d'articles et d'infographie de la part des médias britanniques. Au total, entre 2006 et 2015 avec Arsenal, Abou Diaby s'est blessé 42 fois cumulant 1554 jours d'absence, soit 222 semaines selon le Daily Mail. Ce qui représente environ quatre années sans jouer, soit près de la moitié de la durée de sa carrière avec le club anglais.

#### Olympique de Marseille (2015-2017)
Libre de tout contrat, Abou Diaby s'engage avec l'Olympique de Marseille le 29 juillet 2015. 
Alors qu'il n'a plus joué depuis septembre 2014, il retrouve les terrains lors d'un match de CFA avec l'équipe réserve le 12 mars 2016, puis fait son retour avec l'équipe professionnelle la semaine suivante lors de la 31e journée de Ligue 1 contre le Stade rennais. Le 3 avril 2016, il est titulaire pour la première fois en Ligue 1 lors d'un déplacement chez le SC Bastia.
Handicapé par les blessures, il quitte le club marseillais en juin 2017 après n'y avoir joué que six matches.

#### Fin de carrière
Le 25 février 2019, plus d'un an et demi après avoir quitté l'Olympique de Marseille, il annonce qu'il met fin à sa carrière de joueur professionnel, lassé de toutes ses blessures à répétitions.
Lors de l'émission annonçant la fin de sa carrière sur RMC, Farman Bhatti (kinésithérapeute avec lequel il a travaillé régulièrement) confirme que ses blessures sont sûrement la conséquence du tacle infligé par Dan Smith. « Avant, il n'avait pas de problème. Et à partir de là, il va les enchaîner » témoigne-t-il.

### Sélection (2007-2012)
Retenu dans toutes les sélections de jeunes, il honore sa première sélection en équipe de France espoirs en février 2006.
Le 15 mars 2007, il est convoqué pour la première fois par Raymond Domenech en A. Il débute en équipe de France le 24 mars suivant contre la Lituanie en match qualificatif de l'Euro 2008, en remplaçant Florent Malouda en fin de match. Quelques jours plus tard, il est titulaire lors du match amical face à l'Autriche.
Le 11 mai 2010, il fait partie des 23 joueurs convoqués par Raymond Domenech pour disputer la Coupe du monde 2010 en Afrique du Sud. Auteur de prestations convaincantes lors des trois matchs de préparation, le sélectionneur décide de le titulariser pour le premier match contre l'Uruguay (0-0). Il en sera de même face au Mexique et l'Afrique du Sud. Alors que l'équipe de France est éliminée au premier tour et subit une crise interne, Abou Diaby est l'une des rares satisfactions de ce Mondial côté français. À la rentrée, il est rappelé par le nouveau sélectionneur Laurent Blanc et débute la campagne de qualification pour l'Euro 2012 avec les Bleus. Cependant, ces nombreuses blessures lui font manquer la fin des éliminatoires et le championnat d'Europe disputé en Pologne et en Ukraine. 
Plus appelé en sélection depuis juin 2011, Diaby fait partie de la liste des joueurs convoqués par Didier Deschamps pour disputer les deux premiers matchs des éliminatoires de la Coupe du monde 2014 face à la Finlande et la Biélorussie les 7 et 11 septembre 2012. Il marque d'ailleurs son premier but en Bleu face à la Finlande (0-1) sur une passe de Karim Benzema. Premier buteur de l'ère Deschamps, il n'est pas rappelé par la suite, gêné notamment par ses blessures et l'émergence de Paul Pogba.

## Statistiques
| Saison                | Club                   | Championnat           | Championnat | Championnat | Coupe(s) nationale(s) | Coupe(s) nationale(s) | Supercoupe | Supercoupe | Compétition(s) continentale(s) | Compétition(s) continentale(s) | Compétition(s) continentale(s) | France | France | Total | Total |
| Saison                | Club                   | Division              | M.          | B.          | M.                    | B.                    | M.         | B.         | Comp.                          | M.                             | B.                             | M.     | B.     | M.    | B.    |
| 2004-2005             | AJ Auxerre             | Ligue 1               | 5           | 0           | -                     | -                     | -          | -          | C3                             | 2                              | 0                              | -      | -      | 7     | 0     |
| 2005-2006             | AJ Auxerre             | Ligue 1               | 5           | 1           | -                     | -                     | -          | -          | C3                             | 2                              | 0                              | -      | -      | 7     | 1     |
| Sous-total            | Sous-total             | Sous-total            | 10          | 1           | -                     | -                     | -          | -          | -                              | 4                              | 0                              | -      | -      | 14    | 1     |
| 2005-2006             | Arsenal FC             | Premier League        | 12          | 1           | 2                     | 0                     | -          | -          | C1                             | 2                              | 0                              | -      | -      | 16    | 1     |
| 2006-2007             | Arsenal FC             | Premier League        | 12          | 1           | -                     | -                     | -          | -          | C1                             | 1                              | 0                              | 2      | 0      | 15    | 1     |
| 2007-2008             | Arsenal FC             | Premier League        | 15          | 1           | 7                     | 1                     | -          | -          | C1                             | 6                              | 2                              | -      | -      | 28    | 4     |
| 2008-2009             | Arsenal FC             | Premier League        | 24          | 3           | 5                     | 0                     | -          | -          | C1                             | 7                              | 1                              | -      | -      | 36    | 4     |
| 2009-2010             | Arsenal FC             | Premier League        | 29          | 6           | 5                     | 0                     | -          | -          | C1                             | 10                             | 1                              | 6      | 0      | 50    | 7     |
| 2010-2011             | Arsenal FC             | Premier League        | 16          | 2           | 3                     | 0                     | -          | -          | C1                             | 1                              | 0                              | 7      | 0      | 27    | 2     |
| 2011-2012             | Arsenal FC             | Premier League        | 4           | 0           | -                     | -                     | -          | -          | C1                             | 1                              | 0                              | -      | -      | 5     | 0     |
| 2012-2013             | Arsenal FC             | Premier League        | 11          | 0           | 3                     | 0                     | -          | -          | C1                             | 1                              | 0                              | 1      | 1      | 16    | 1     |
| 2013-2014             | Arsenal FC             | Premier League        | 1           | 0           | -                     | -                     | -          | -          | -                              | -                              | -                              | -      | -      | 1     | 0     |
| 2014-2015             | Arsenal FC             | Premier League        | -           | -           | 1                     | 0                     | -          | -          | -                              | -                              | -                              | -      | -      | 1     | 0     |
| Sous-total            | Sous-total             | Sous-total            | 124         | 14          | 26                    | 1                     | -          | -          | -                              | 29                             | 4                              | 16     | 1      | 195   | 20    |
| 2015-2016             | Olympique de Marseille | Ligue 1               | 3           | 0           | 1                     | 0                     | -          | -          | C3                             | -                              | -                              | -      | -      | 4     | 0     |
| 2016-2017             | Olympique de Marseille | Ligue 1               | 2           | 0           | -                     | -                     | -          | -          | -                              | -                              | -                              | -      | -      | 2     | 0     |
| Sous-total            | Sous-total             | Sous-total            | 5           | 0           | 1                     | 0                     | -          | -          | -                              | -                              | -                              | -      | -      | 6     | 0     |
| Total sur la carrière | Total sur la carrière  | Total sur la carrière | 139         | 15          | 27                    | 1                     | -          | -          | -                              | 33                             | 4                              | 16     | 1      | 215   | 21    |

### Liste des matches internationaux
| Matches internationaux de Abou Diaby | Matches internationaux de Abou Diaby | Matches internationaux de Abou Diaby                     | Matches internationaux de Abou Diaby | Matches internationaux de Abou Diaby | Matches internationaux de Abou Diaby | Matches internationaux de Abou Diaby                                 |
|                                      | Date                                 | Lieu                                                     | Adversaire                           | Résultat                             | Compétition                          | Notes                                                                |
| ------------------------------------ | ------------------------------------ | -------------------------------------------------------- | ------------------------------------ | ------------------------------------ | ------------------------------------ | -------------------------------------------------------------------- |
| 1.                                   | 24 mars 2007                         | Stade Darius-Girenas, Kaunas, Lituanie                   | Lituanie                             | 0 - 1                                | Qualification Euro 2008              | Entre en jeu à la place de Florent Malouda à la 90e minute de jeu.   |
| 2.                                   | 28 mars 2007                         | Stade de France, Saint-Denis, France                     | Autriche                             | 1 - 0                                | Match amical                         | Titulaire et remplacé par Frédéric Piquionne à la 78e minute de jeu. |
| 3.                                   | 26 mai 2010                          | Stade Bollaert-Delelis, Lens, France                     | Costa Rica                           | 2 - 1                                | Match amical                         | Titulaire.                                                           |
| 4.                                   | 30 mai 2010                          | Stade du 7 novembre, Radès, Tunisie                      | Tunisie                              | 1 - 1                                | Match amical                         | Titulaire.                                                           |
| 5.                                   | 4 juin 2010                          | Stade Michel-Volnay, Saint-Pierre, La Réunion            | Chine                                | 0 - 1                                | Match amical                         | Entre en jeu à la place de Florent Malouda à la 62e minute de jeu.   |
| 6.                                   | 11 juin 2010                         | Cape Town Stadium, Le Cap, Afrique du Sud                | Uruguay                              | 0 - 0                                | Coupe du monde 2010                  | Titulaire.                                                           |
| 7.                                   | 17 juin 2010                         | Stade Peter-Mokaba, Polokwane, Afrique du Sud            | Mexique                              | 0 - 2                                | Coupe du monde 2010                  | Titulaire.                                                           |
| 8.                                   | 22 juin 2010                         | Free State Stadium, Bloemfontein, Afrique du Sud         | Afrique du Sud                       | 1 - 2                                | Coupe du monde 2010                  | Titulaire.                                                           |
| 9.                                   | 3 septembre 2010                     | Stade de France, Saint-Denis, France                     | Biélorussie                          | 0 - 1                                | Qualification Euro 2012              | Titulaire.                                                           |
| 10.                                  | 7 septembre 2010                     | Stade Asim Ferhatović Hase, Sarajevo, Bosnie-Herzégovine | Bosnie-Herzégovine                   | 0 - 2                                | Qualification Euro 2012              | Titulaire.                                                           |
| 11.                                  | 12 octobre 2010                      | Stade Saint-Symphorien, Longeville-lès-Metz, France      | Luxembourg                           | 2 - 0                                | Qualification Euro 2012              | Titulaire.                                                           |
| 12.                                  | 9 février 2011                       | Stade de France, Saint-Denis, France                     | Brésil                               | 1 - 0                                | Match amical                         | Entre en jeu à la place de Yann M'Vila à la 59e minute de jeu.       |
| 13.                                  | 3 juin 2011                          | Stade Dinamo, Minsk, Biélorussie                         | Biélorussie                          | 1 - 1                                | Qualification Euro 2012              | Titulaire et remplacé par Loïc Rémy à la 72e minute de jeu.          |
| 14.                                  | 6 juin 2011                          | Donbass Arena, Donetsk, Ukraine                          | Ukraine                              | 1 - 4                                | Match amical                         | Entre en jeu à la place de Blaise Matuidi à la 76e minute de jeu.    |
| 15.                                  | 9 juin 2011                          | Legia Stadium, Varsovie, Pologne                         | Pologne                              | 0 - 1                                | Match amical                         | Entre en jeu à la place d'Alou Diarra à la 46e minute de jeu.        |
| 16.                                  | 7 septembre 2012                     | Stade olympique, Helsinki, Finlande                      | Finlande                             | 0 - 1                                | Qualification coupe du monde 2014    | Titulaire.                                                           |

### Buts internationaux
| Buts internationaux de Abou Diaby | Buts internationaux de Abou Diaby | Buts internationaux de Abou Diaby   | Buts internationaux de Abou Diaby | Buts internationaux de Abou Diaby | Buts internationaux de Abou Diaby | Buts internationaux de Abou Diaby |
|                                   | Date                              | Lieu                                | Adversaire                        | Score                             | Résultat                          | Compétition                       |
| --------------------------------- | --------------------------------- | ----------------------------------- | --------------------------------- | --------------------------------- | --------------------------------- | --------------------------------- |
| 1.                                | 7 septembre 2012                  | Stade olympique, Helsinki, Finlande | Finlande                          | 0-1                               | 0-1                               | Qualification coupe du monde 2014 |

## Palmarès

### En club
En 2007, il est finaliste de la League Cup mais défait par Chelsea. Il ne joue pas la finale de la FA Cup 2014 remporté 3-2 face à Hull City ni la finale 2015 remporté 4-0 face à Aston Villa ni le Community Shield en 2014 remporté par Arsenal face à Manchester City.

### En sélection
Avec l'équipe de France -19 ans, il est champion d'Europe en 2005 en battant l'Angleterre en finale 3-1.

## Famille
Abou Diaby est le neveu de Sekana Diaby, footballeur international ivoirien qui a effectué l'essentiel de sa carrière en France.